# 丘應樺
丘應樺，JP（1958年8月10日—），香港商人及政府官員，生於香港，祖籍福建彰化東勢角（今台灣台中市東勢區）。現任商務及經濟發展局局長，曾任大灣區航空行政總裁、國泰航空服務董事、國泰港龍航空行政總裁。

## 背景
丘應樺的父親丘瓚為丘逢甲三子，後過繼給六叔公丘同甲。丘應樺在1964年畢業於九龍塘嘉名幼稚園，早年就讀天主教伍華小學，於天主教伍華中學中五畢業後，轉到樂善堂余近卿中學就讀預科。中七畢業後到墨爾本皇家理工大學修讀商業（運輸及物流）學士學位。
他後來於1982年加入國泰航空，在商用航空業務範疇擁有豐富經驗，曾經擔任國泰航空服務董事，負責管理國泰及國泰港龍航空由地面至空中的各服務範疇。他亦擔任過國泰港龍航空行政總裁，並統理集團多家附屬公司的業務和運作，包括國泰航空服務有限公司、香港機場地勤服務有限公司、國泰航空飲食服務（香港）有限公司、雅潔洗衣有限公司和上海國際機場地面服務有限公司。
2020年12月，登記為大灣區航空董事會成員並兼任行政總裁一職。
2022年6月19日，丘應樺獲國務院任命，並將於接替離任的邱騰華，委任為商務及經濟發展局局長，同年7月1日正式上任。

## 職務
- 前國泰航空服務董事
- 前國泰港龍航空行政總裁
- 前大灣區航空行政總裁
- 商務及經濟發展局局長

## 外部連結
- 商務及經濟發展局局長丘應樺於香港政府一站通網頁的介紹 （页面存档备份，存于）

| 官衔          | 官衔                                | 官衔 |
| ------------- | ----------------------------------- | ---- |
| 前任： 邱騰華 | 商務及經濟發展局局長 2022年7月1日－ | 現任 |